# Gare de Forchies-la-Marche
Ne doit pas être confondu avec Gare de Forchies.
La gare de Forchies-la-Marche est une ancienne gare ferroviaire belge de la ligne 112A, de Piéton à Roux située dans l'ancienne commune de Forchies-la-Marche, faisant maintenant partie de la commune de Fontaine-l'Évêque, dans la province de Hainaut en Région wallonne.

## Situation ferroviaire
La gare de Forchies-la-Marche était située au point kilométrique (PK) 2.1 de la ligne 112A, de Piéton à Roux entre les gares de Piéton et le Trazegnies. Elle se trouve à proximité de la jonction avec la ligne 112 (ancien et nouveau tracé).

## Histoire
La gare de Forchies est mise en service le 10 octobre 1872 par les Chemins de fer de l'État belge sur la ligne allant alors de Piéton à Trazegnies. Elle sera prolongée vers Courcelles et Roux en 1873-74 devenant la ligne 112A, prolongée vers Jumet et Lambusart par la ligne 121. Entretemps, en 1876-77, l’État belge a mis en service la ligne 110 de Piéton à Bienne-lez-Happart se détachant de la ligne 112 non loin de sa bifurcation avec la ligne 112.
Malgré la proximité de ce nœud ferroviaire, la seule gare desservant Forchies-la-Marche est implantée sur la ligne 112A.
La reconstruction de la ligne 112 (nouvelle section plus rectiligne évitant Fontaine-l’Évêque) va permettre de corriger ce défaut, d'autant que la SNCB décide de mettre fin aux trains de voyageurs sur la ligne 112A. La gare de Forchies-la-Marche ferme le 3 juin 1984, date d'instauration du plan IC-IR, mais la nouvelle gare de Forchies a été inaugurée le 16 janvier 1984 et existe encore à ce jour.
Sur la ligne 112A, les trains de marchandises jusqu'au 27 septembre 1987, date à laquelle la section de Courcelles à Piéton est complètement désaffectée. Les rails ont disparu vers 1989.
Le bâtiment de la gare n'a pas été démoli. Il a été reconverti en logements et une aile, fortement agrandie, accueille le petit marché, une épicerie-charcuterie.

## Patrimoine ferroviaire
Le bâtiment des recettes de la gare de Forchies-la-Marche date de 1895 et appartient au plan type 1881, modèle qui se retrouve sur quelques gares de la ligne 112 reconstruites à la même époque mais pas sur la ligne 112A et les autres lignes carolorégiennes bâties dans les années 1870-1880.
L'aile principale, disposée à droite du corps de logis, possède cinq travées. À gauche du corps central se trouve l'aile de service. Sans étage et à toit plat avec une cour intérieure, elle a été surhaussée et portée à neuf travées afin d'accueillir davantage de logements et un commerce. Le reste de la gare est également divisé en habitations.